# ما را با هم همراه کن
«ما را با هم همراه کن» یک شعار سیاسی بود که در انتخابات سال ۱۹۶۸ میلادی آمریکا که در آن ریچارد نیکسون جمهوری‌خواه به مقام ریاست جمهوری ایالات متحده آمریکا رسید، مشهور شد. متن این شعار از کاغذنوشته‌ای که ویکی لین کول سیزده ساله در کمپین انتخاباتی نیکسون در شهر دسلر ایالت اوهایو حمل می‌کرد به‌دست‌آمد.